# Farans år
Farans år är i Finland benämning på efterkrigstiden 1944–1948, då man allmänt uppfattade att det förelåg såväl ett inre som ett yttre hot mot landets västerländska samhällsordning. Begreppet myntades ursprungligen av historikern Lauri Hyvämäki i verket Vaaran vuodet 1944–48 (1954). 
Forskningen har sedermera klarlagt, att någon fara för en regelrätt kommunistisk statskupp inte existerade under de första efterkrigsåren, eftersom Moskva föredrog att satsa på samarbetet mellan de tre stora partierna – Agrarförbundet, socialdemokraterna och Demokratiska förbundet för Finlands folk/Finlands kommunistiska parti – med baktanken att de sistnämnda skulle tillskansa sig makten genom att erövra en dominerande ställning inom koalitionen, den modell som använts i de av Sovjetunionen erövrade länderna i Östeuropa. 
I slutet av 1947 förändrades dock situationen, sedan det kalla kriget brutit ut och kommunisterna i Finland föreföll att gå ett nederlag till mötes i riksdagsvalet sommaren 1948. Risken förelåg därmed att Finland skulle glida in i västlägret. De finländska kommunisterna erhöll följaktligen uppmaningen att gå till politisk offensiv på bred front. Ett led i denna kampanj var att den kommunistledda statspolisen fabricerade en rapport om en högerkonspiration, som borde förekommas genom omfattande arresteringar. 
För Josef Stalin var VSB-avtalet, som knöt Finland till den sovjetiska intressesfären, dock viktigare än en revolution i landet. Sedan pakten godkänts av Finlands riksdag i slutet av april 1948, upphörde det sovjetiska bakgrundsstödet till de finländska kommunisterna, som ensamma inte hade den styrka som krävdes för att erövra makten. De drevs därmed på defensiven, i synnerhet som statsmakten hade vidtagit vissa försiktighetsåtgärder med anledning av de rykten om en kommunistisk kupp som cirkulerade våren 1948. Dessa var ogrundade i den meningen att någon väpnad kommunistisk revolt inte förbereddes vid denna eller någon annan tidpunkt. Planer som syftade till att gripa makten saknades däremot inte. 
Urho Kekkonens biograf Juhani Suomi talade i volymen om tiden 1968–1972 (utgiven 1996) om "nya farans år" i början av 1970-talet. Sovjetunionen strävade enligt Suomi efter att rubba Finlands inrikespolitiska stabilitet. Vissa politiker som hade insyn i skeendena under denna tid har dock förnekat detta, men forskningen har numera klarlagt att Sovjetunionen och hela det socialistiska lägret under 1970-talet (de mest kritiska åren var 1970 och 1976) verkligen förde en ideologisk kampanj mot Finland som ytterst syftade till att rubba den existerande samhällsordningen. Finland uppfattades som den svagaste länken i det europeiska kapitalistiska systemet. 
I Finland upplevdes situationen som hotfull; bland annat bildades Näringslivets delegation som en motkraft, och Urho Kekkonen lät sig omväljas till republikens president genom den så kallade undantagslagen.